# 37 Весов
37 Весов (лат. 37 Librae, HD 138716) — одиночная звезда в созвездии Весов на расстоянии приблизительно 92,7 световых лет (около 28,4 парсеков) от Солнца. Видимая звёздная величина звезды — +4,62m.

## Характеристики
37 Весов — оранжевый гигант или субгигант спектрального класса K1III-IV. Масса — около 1,38 солнечной, радиус — около 5,09 солнечных, светимость — около 13,5 солнечных. Эффективная температура — около 4836 К.